# Iujiulu Anagui
Iujiulu Anagui (Rourano: Anakay; chinês:郁久閭阿那瓌; pinyin: Yùjiǔlǘ Ānàgūi) (? -552) era o governante dos Rouranos, Foi o ultimo Imperador do Canato Rouran unificado,  Foi derrotado por Bumim, líder dos Goturcos. Governou de 520 á 552 quando cometeu suicídio, depois dele o canato é dividido e mais tarde, massacrado.